# Inverell Shire
Inverell Shire är en kommun i Australien. Den ligger i delstaten New South Wales, i den sydöstra delen av landet, omkring 510 kilometer norr om delstatshuvudstaden Sydney. Antalet invånare var 16 483 vid folkräkningen 2016.
Följande samhällen finns i Inverell Shire:
- Inverell
- Gilgai
- Oakwood
- Delungra
- Ashford
- Elsmore
- Mount Russell
- Myall Creek
- Bukkulla